# متیل دی‌اتانول‌آمین
متیل دی‌اتانول‌آمین (به انگلیسی: Methyl diethanolamine) با فرمول شیمیایی CH۳N(C۲H۴OH)۲ یک ترکیب شیمیایی با شناسه پاب‌کم ۷۷۶۷ است. که جرم مولی آن 119.163 g/mol می‌باشد. شکل ظاهری این ترکیب، بی‌رنگ است.